# 上林楼梯草
上林楼梯草（学名：Elatostema shanglinense）为荨麻科楼梯草属的植物，是中国的特有植物。分布在中国大陆的广西等地，多生在山谷溪旁阴湿处石上，目前尚未由人工引种栽培。